# Puchar Trzech Narodów 2001
Puchar Trzech Narodów 2001 (2001 Tri Nations Series) – szósta edycja Pucharu Trzech Narodów, corocznego turnieju w rugby union rozgrywanego pomiędzy zrzeszonymi w SANZAR trzema najlepszymi zespołami narodowymi półkuli południowej - Australii, Nowej Zelandii i RPA. Turniej odbywał się systemem kołowym pomiędzy 21 lipca a 1 września 2001.
Edycja ta w przeciwieństwie do poprzedniej charakteryzowała się niskim poziomem prezentowanym zarówno przez graczy, jak i przez sędziów. Pojawiały się też głosy o wyczerpaniu się tej formuły rozgrywek.
All Blacks rozpoczęli zawody od rozstrzygniętego jedynie kopami wyjazdowego zwycięstwa nad RPA. Rozegrany w trudnych warunkach atmosferycznych mecz był pierwszym w historii turnieju, w którym nie zdobyto przyłożenia.
W kolejnym meczu przed własną publicznością Springboks pokonali urzędujących mistrzów świata i obrońców trofeum, Australijczyków, w ich pierwszym meczu pod wodzą nowego trenera Eddiego Jonesa.
Tydzień później Australijczycy trzeci rok z rzędu obronili Bledisloe Cup notując pierwszą w historii trzynastu spotkań wygraną nad Nową Zelandią na Carisbrook.
Pierwsze wyjazdowe spotkanie reprezentacji RPA zakończyło się pierwszym w historii tych rozgrywek remisem. Wallabies bowiem, pomimo dwóch żółtych kartek nałożonych na przeciwników, nie udało się zrewanżować za porażkę doznaną miesiąc wcześniej – próba dropgola wykonana przez Stephena Larkhama w doliczonym czasie gry minęła słupy. W drugim meczu natomiast Nowozelandczycy grający na Eden Park przy dużej fali krytyki mediów okazali się lepsi od gości utrzymując szansę na ostateczny sukces w całych zawodach.
Sprawa tytułu drugi rok z rzędu rozstrzygnęła się w ostatnim meczu turnieju. Był to jednocześnie ostatni – osiemdziesiąty szósty – mecz w karierze reprezentacyjnej kapitana australijskiej reprezentacji, Johna Ealesa, toteż na Stadium Australia zasiadło ponad 90 000 osób. I tym razem triumfowali Wallabies dzięki przyłożeniu w ostatnich minutach meczu pokonując Nową Zelandię i broniąc tym samym zdobytego rok wcześniej trofeum.

## Tabela
| Pozycja | Zespół            | Mecze     | Mecze   | Mecze  | Mecze     | Punkty  | Punkty   | Punkty  | Punkty bonusowe | Tabela punktowa |
| Pozycja | Zespół            | Rozegrane | Wygrane | Remisy | Przegrane | Zdobyte | Stracone | Różnica | Punkty bonusowe | Tabela punktowa |
| ------- | ----------------- | --------- | ------- | ------ | --------- | ------- | -------- | ------- | --------------- | --------------- |
| 1       | Australia         | 4         | 2       | 1      | 1         | 81      | 75       | +6      | 1               | 11              |
| 2       | Nowa Zelandia     | 4         | 2       | 0      | 2         | 79      | 70       | +9      | 1               | 9               |
| 3       | Południowa Afryka | 4         | 1       | 1      | 2         | 52      | 67       | -15     | 0               | 6               |

## Mecze
| 21 lipca 2001 | Południowa Afryka | 3:12(3:12) | Nowa Zelandia | Newlands Stadium, Kapsztad Widzów: 49 720 Sędzia: Scott Young |
| 21 lipca 2001 | Montgomery 3 (K)  | 3:12(3:12) | Brown 12 (4K) | Newlands Stadium, Kapsztad Widzów: 49 720 Sędzia: Scott Young |

| 28 lipca 2001 | Południowa Afryka                   | 20:15(14:0) | Australia                   | Loftus Versfeld Stadium, Pretoria Widzów: 50 000 Sędzia: Dave McHugh |
| 28 lipca 2001 | van Straaten 15 (5K) Skinstad 5 (P) | 20:15(14:0) | Edmonds 3 (K) Burke 12 (4K) | Loftus Versfeld Stadium, Pretoria Widzów: 50 000 Sędzia: Dave McHugh |

| 11 sierpnia 2001 | Nowa Zelandia                                       | 15:23(5:10) | Australia                               | Carisbrook, Dunedin Widzów: 37 500 Sędzia: Steve Lander |
| 11 sierpnia 2001 | Mehrtens 2 (pd) Brown 3 (K) Wilson 5 (P) Lomu 5 (P) | 15:23(5:10) | Burke 18 (P 2pd 3K) 1 karne przyłożenie | Carisbrook, Dunedin Widzów: 37 500 Sędzia: Steve Lander |

| 18 sierpnia 2001 | Australia                  | 14:14(3:8) | Południowa Afryka                 | Subiaco Oval, Perth Widzów: 42 650 Sędzia: Steve Walsh |
| 18 sierpnia 2001 | Burke 9 (3K) Grey 5 (P)    | 14:14(3:8) | van Straaten 9 (3K) Andrews 5 (P) | Subiaco Oval, Perth Widzów: 42 650 Sędzia: Steve Walsh |
| 18 sierpnia 2001 | Butch James · Bob Skinstad | 14:14(3:8) |                                   | Subiaco Oval, Perth Widzów: 42 650 Sędzia: Steve Walsh |

| 25 sierpnia 2001 | Nowa Zelandia                                          | 26:15(13:9) | Południowa Afryka    | Eden Park, Auckland Widzów: 45 000 Sędzia: Peter Marshall |
| 25 sierpnia 2001 | Mehrtens 16 (2pd 4K) Alatini 5 (P) 1 karne przyłożenie | 26:15(13:9) | van Straaten 15 (5K) | Eden Park, Auckland Widzów: 45 000 Sędzia: Peter Marshall |

| 1 września 2001 | Australia                                                            | 29:26(19:6) | Nowa Zelandia                                    | Stadium Australia, Sydney Widzów: 90 978 Sędzia: Tappe Henning |
| 1 września 2001 | Flatley 2 (pd) Burke 14 (pd 4K) Walker 3 (K) Latham 5 (P) Kefu 5 (P) | 29:26(19:6) | Mehrtens 16 (2pd 4K) Alatini 5 (P) Howlett 5 (P) | Stadium Australia, Sydney Widzów: 90 978 Sędzia: Tappe Henning |
| 1 września 2001 | Moore                                                                | 29:26(19:6) | Maxwell                                          | Stadium Australia, Sydney Widzów: 90 978 Sędzia: Tappe Henning |